# Zayd (nom)
Zayd és un nom masculí àrab (àrab: زيد, Zayd) que literalment significa ‘augment’, ‘increment’. Si bé Zayd és la transcripció normativa en català del nom en àrab clàssic, també se'l pot trobar transcrit Zaid, Zeyd… Aquest nom també el duen molts musulmans no arabòfons que l'han adaptat a les característiques fòniques i gràfiques de la seva llengua.
Vegeu aquí personatges i llocs que duen aquest nom sense article.